# Ричард Уилбър
Ричард Уилбър (на английски: Richard Purdy Wilbur) е американски поет и двукратен носител на наградата „Пулицър“.

## Биография
Уилбър е роден в Ню Йорк и израства в Норт Колдуел, Ню Джърси. Завършва колеж през 1942 г. и по време на Втората световна война, между 1943 и 1945 г., служи в армията. След това завършва Харвард. През следващите 20 години преподава литература в Wesleyan University, и още 10 години – в Smith College.
За първи път публикува свое стихотворение на 8 години в списанието John Martin's Magazine. Първата му книга The Beautiful Changes and Other Poems (Красивите промени и други стихове) излиза през 1947. Оттогава е издал няколко тома с поезия.
Уилбър работи като преводач, като специализира във френската литература от 17 век: комедиите на Молиер и драмите на Жан Расин. Неговият превод на Тартюф е приет за стандартен текст на пиесата на английски и два пъти поставян в телевизионни театрални постановки.
В традициите на Робърт Фрост и У. Х. Одън Уилбър намира вдъхновение за поезията си в нещата от ежедневния живот.
Носител е на множество отличия, сред които наградата „Пулицър“ и National Book Award през 1957 г., наградата на името на Една Сейнт Винсент Милей и наградата „Болинген“. През 1987 г. Уилбър става вторият поет след Робърт Пен Уорън, избран за поет-лауреат на САЩ и национален консултант по поезия. Втора награда „Пулицър“ печели през 1989 г.

### Стихосбирки
- 1947: The Beautiful Changes, and Other Poems
- 1950: Ceremony, and Other Poems
- 1955: A Bestiary
- 1956: Things of This World – печели „Пулицър“ за 1957 г.
- 1961: Advice to a Prophet, and Other Poems
- 1969: Walking to Sleep: New Poems and Translations
- 1976: The Mind-Reader: New Poems
- 1988: New and Collected Poems – печели „Пулицър“ за 1989 г.
- 2000: Mayflies: New Poems and Translations
- 2004: Collected Poems, 1943 – 2004
- 2010: Anterooms
- 2012: The Nutcracker

### Сборници с проза
- 1976: Responses: Prose Pieces, 1953 – 1976
- 1997: The Catbird's Song: Prose Pieces, 1963 – 1995